# Pauls Bankovskis
Pauls Bankovskis (ur. 10 marca 1973 w Līgatne, zm. 12 lipca 2020) – łotewski pisarz i publicysta.

## Życiorys
Pauls Bankovskis w latach 1992–1996 studiował szkło artystyczne w Ryskiej Wyższej Szkole Designu i Sztuki (Rīgas Lietišķās mākslas vidusskola) oraz filozofię na Uniwersytecie Łotwy. Zadebiutował jako pisarz w 1993 roku, tworzył powieści, opowiadania, literaturę faktu oraz scenariusze filmowe. Książki Paulsa Bankovskisa były tłumaczone na niemiecki, czeski, fiński i angielski. Opublikowana w 2007 roku książka dla dzieci Mazgalvīši spēlē mājās otrzymała Międzynarodową Nagrodę Jānisa Baltvilksa (Jāņa Baltvilka balva)

## Wybrana twórczość

### Powieści
- Pasaules vēsture (2020).
- 18  (2014).
- Drēbes jeb Ādama tērps (2006).
- Ofšors (2006).
- Eiroremonts (2005).
- Sekreti (2002).
- Čeka, bumba & rokenrols (2002).
- Misters Latvija (2002).
- Padomju Latvijas sieviete (2000).
- Plāns ledus (1999).
- Laiku grāmata (1997).

### Zbiory opowiadań
- Trakie veči (2016).
- Es neko neatceros. Par lietu dabu (2013).
- Zvēru zvaigznājs (2012).
- Skola (2006).
- Labais vienmēr uzvar (2002).
- Svētā Bokasīna koks (1996).

### Książki dla dzieci
- Kur pazuda saimnieks?: stāsti par mūsu vēsturi (2017).
- Zvēri man! (2010).
- Mazgalvīši spēlē mājās (2007)